# Badia de Yakutat

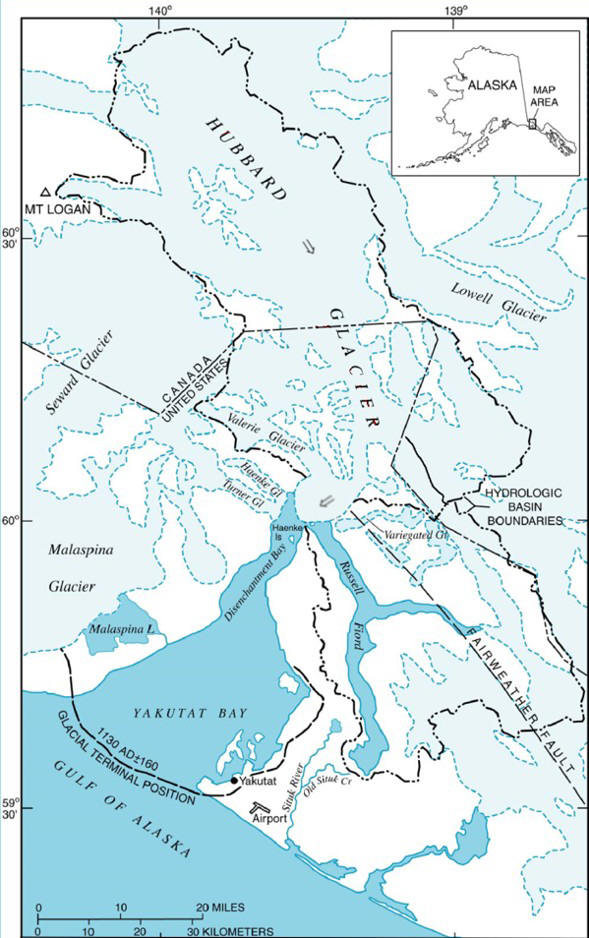
Mapa de la badia de Yakutat.

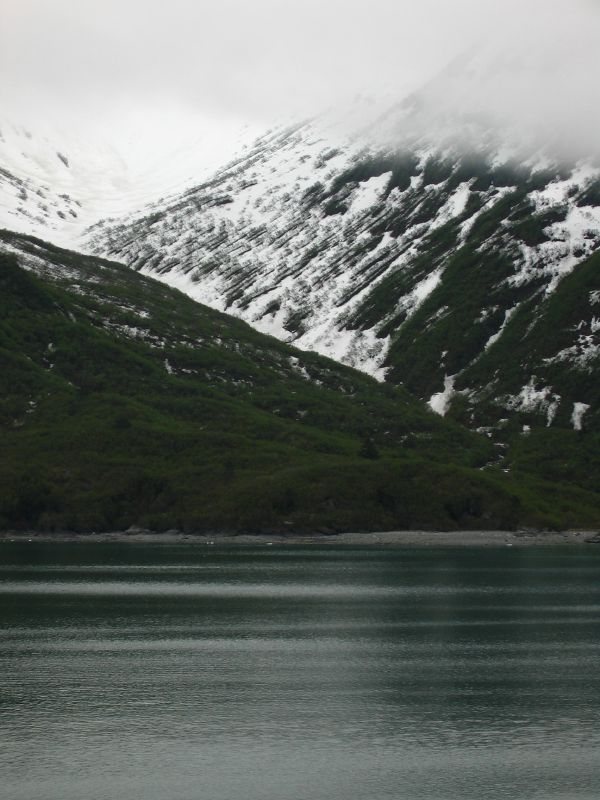
Glacera prop de la badia de Yakutat.

La badia de Yakutat (en anglès Yakutat Bay) és una petita badia d'uns 30 quilòmetres d'amplada que es troba a la costa sud-occidental de l'estat d'Alaska, als Estats Units, i que s'estén al sud-oest de la [[badia Disenchantment]] fins al golf d'Alaska. "Yakutat" és un nom d'origen tlingit que fou recollit com a "Jacootat" i "Yacootat" per Iuri Lissianski el 1805. La vila de Yakutat és l'única comunitat habitada a les seves ribes.
La badia de Yakutat fou l'epicentre de dos grans terratrèmols el 10 de setembre de 1899, el primer d'una magnitud 7,4 i pocs minuts després un segon de magnitud 8,0.
La Companyia Xélikhov-Gólikov, precursora de la Companyia Russo-Americana, va construir un fort a la badia Yakutat el 1795 que va rebre els noms de Nova Rússia, Colònia Yakutat o Slavorossia.
En aquesta badia es va catalogar una sub-espècie d'os brú (ursus arctos dalli) (Merriam, 1896), en homenatge al naturalita William Healey Dall. Aquesta referència sovint és font de confusió donat que a vegades se situa aquesta subespècie a l'Illa Dall, també a Alaska (nombrada així en homenatge al mateix naturalista). En qualsevol cas, avui dia es considera que tot i les varietats morfològiques que hi pugui haver en els ossos bruns de les illes i costes d'Alaska, llevat dels ossos de Kodiak, tota la resta no es diferencien genèticament dels ossos grizzlies de l'interior del continent nord-americà.